# Clase Guardamar
La clase Guardamar es una serie de patrulleras de búsqueda y rescate de fabricación española, también conocidas como embarcaciones de intervención rápida, que prestan servicio en la Sociedad de Salvamento y Seguridad Marítima (SASEMAR) y en el Servicio Marítimo de la Guardia Civil (SEMAR). El Plan Nacional de Salvamento 2006-2009 estableció que SASEMAR se dotase, por primera vez, de este modelo de embarcación, previéndose inicialmente que en 2009 dispusiera de 10 unidades, de nueva construcción y en propiedad, aunque, dado que no se han obtenido los resultados esperados, la serie ha quedado finalmente reducida a 4. 
Realizadas en aluminio, han sido diseñadas por el estudio de ingeniería naval francés Bureau Mauric, ejecutándose la fabricación en España, por astillero Astilleros Armón Burela, perteneciente al grupo Astilleros Armón, en Burela, provincia de Lugo. 

## Características

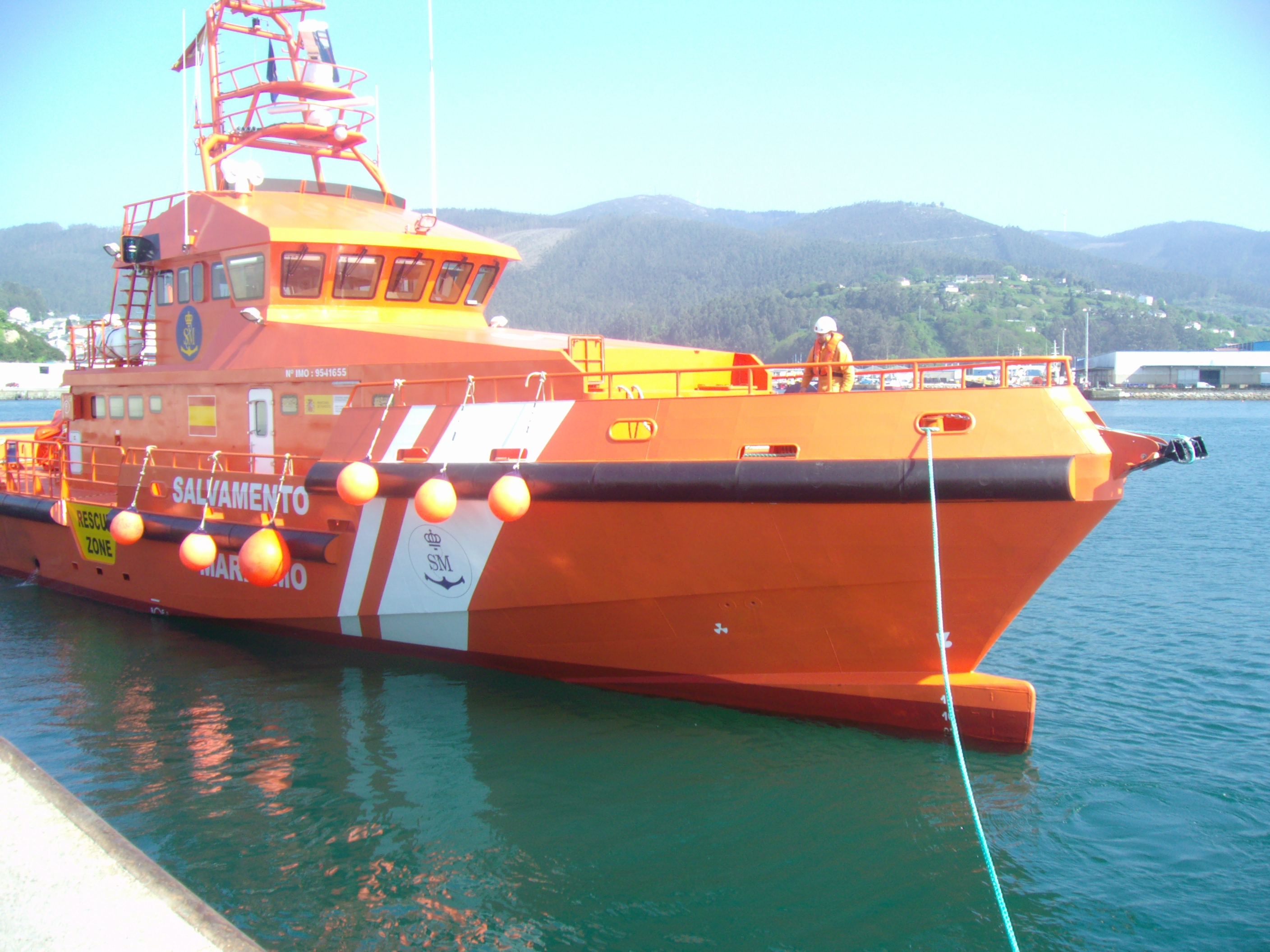
La Guardamar Concepción Arenal (G-10) en el Puerto de Celeiro, Vivero.

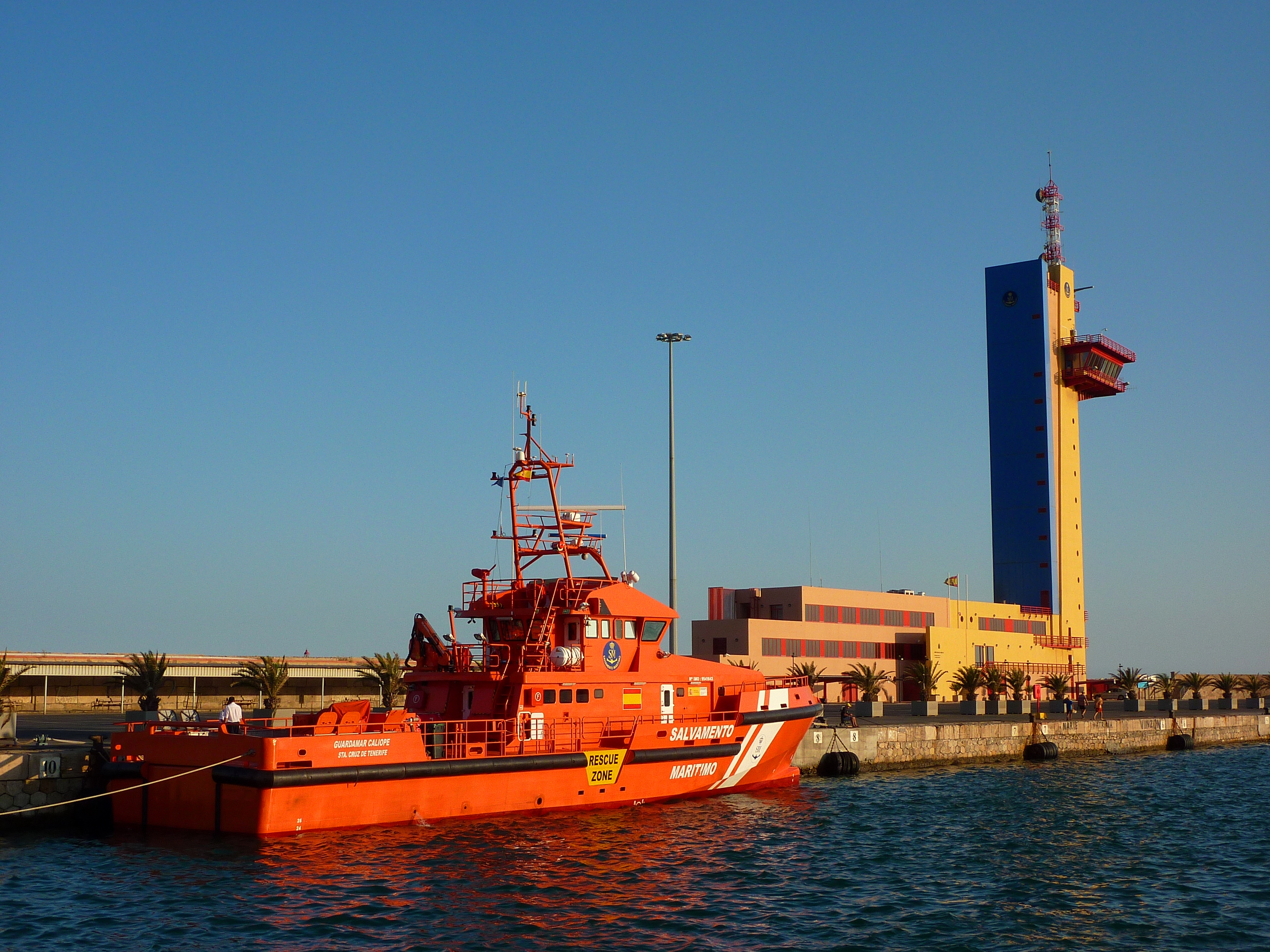
La Guardamar Calíope (G-40) frente al Centro de Coordinación de Salvamento de Almería

Son plataformas de salvamento intermedias entre los remolcadores y las embarcaciones rápidas de la Clase Salvamar. Frente a estas últimas ofrecen mayor capacidad de rescate y remolque y una mayor autonomía. Tienen buena maniobrabilidad a bajas velocidades y son muy estables, lo que facilita las tareas de salvamento y rescate. Pueden actuar a cierta distancia de la costa, incluso en misiones que se prolonguen durante varios días, y tienen posibilidad de alojar hasta 30 náufragos.

### Sistema de propulsión
Las embarcaciones de la Clase Guardamar están propulsadas por dos motores diésel MTU 12V4000 M 70 de 1740 kWa 2000 r. p. m. cada uno. Estos motores tienen un bajo consumo de combustible y un bajo nivel de ruidos y vibraciones. La potencia que generan se transmite a una reductora-inversora, que a su vez mueve a dos ejes que, mediante dos  hélice s de paso fijo, ofrecen una velocidad máxima de 30 nudos. Para ayuda a las maniobras de atraque, disponen de una hélice transversal a proa con una potencia de 60 kW. 
Las patrulleras del SEMAR que entran en servicio el 2022 y 2023 están propulsadas por dos motores diésel MTU 12V 4000 M53 de 1380 kW y dos motores eléctricos VEM de 200 kW.

### Maquinaria

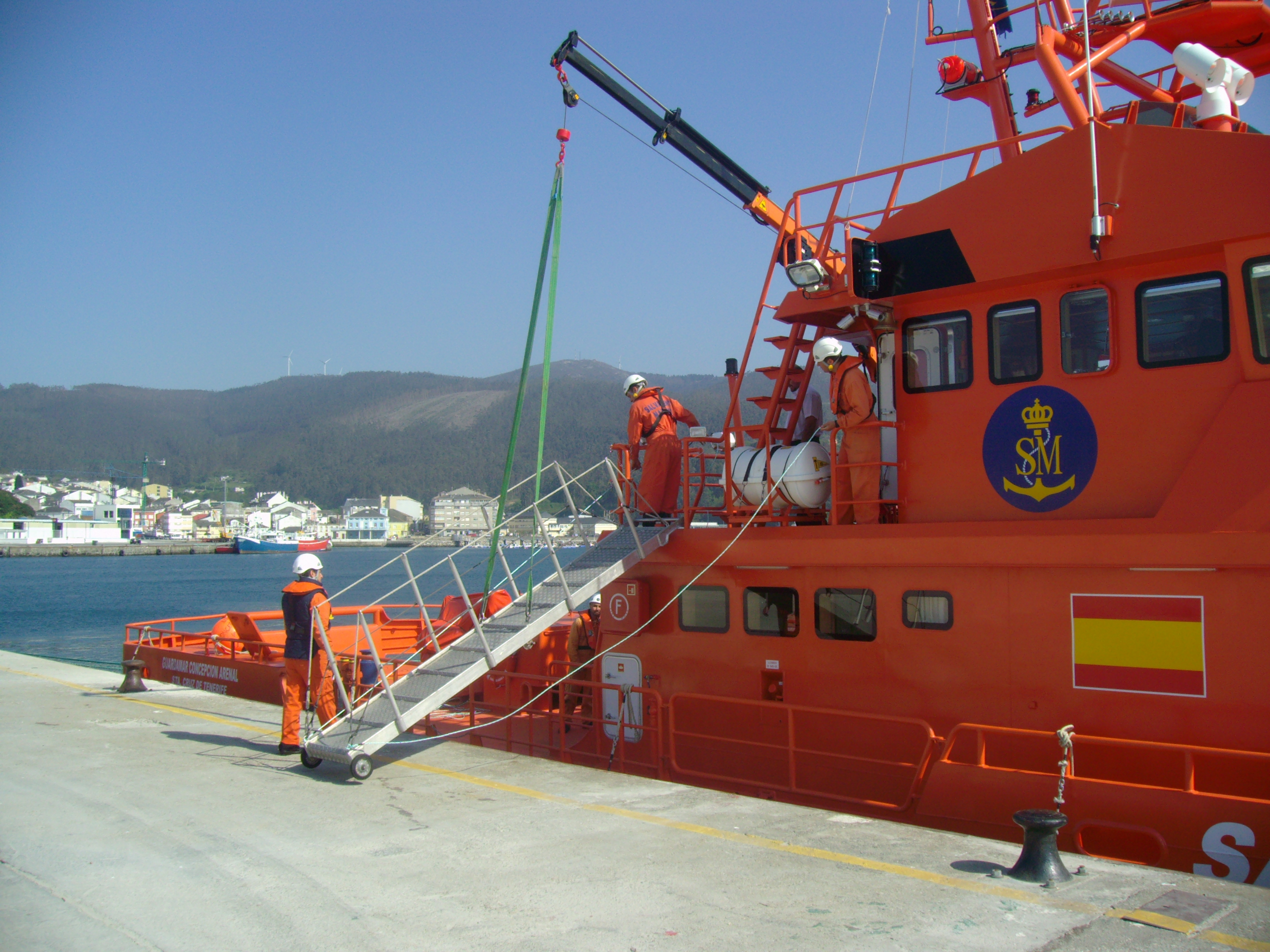
Tres tripulantes de la Guardamar Concepción Arenal (G-10) instalando la pasarela con la ayuda de la grúa

Estos buques tienen una maquinilla hidráulica a popa IBERCISA MR-H/25/300-30 con capacidad para una estacha de alta resistencia para labores de remolque, de 30 milímetros de diámetro y 300 metros de longitud, lo que les permite una capacidad de tiro de 20 toneladas.
Disponen para movimientos de pesos de una grúa de cubierta fabricada por Grúas Guerra M.60.90.A2. Esta grúa tiene un alcance 7 metros.
A proa llevan incorporado un molinete hidráulico IBERCISA A/H-10/170-18/2, que a su vez acciona el equipo de fondeo compuesto por un ancla de 160 kilogramos y cadena de 14 milímetros. En la zona de popa lleva un cabestrante hidráulico para labores de maniobras IBERCISA C-H/6/1-25 con capacidad de una tonelada a 25 m/m.
La potencia eléctrica de estos barcos se realiza mediante dos generadores auxiliares, compuestos por unos motores Kohler 80EFOZD a 1500 r. p. m. que mueven unos generadores de 100 kVA (80 kW) a 50 Hz. Disponen de una planta potabilizadora de agua, una planta de tratamiento séptico, una depuradora de gasóleo y dos compresores de aire (uno para carga de botellas de buceo). Todo el sistema hidráulico del barco está soportado por una central hidráulica fabricada por IBERCISA.

### Medios de salvamento y rescate
Como medios de rescate, estos buques disponen de una embarcación semirrígida (o RHIB, sigla en inglés de rigid-hulled inflatable boat, embarcación inflable de casco rígido) modelo RIBO 420 con capacidad para seis personas. Este bote de rescate cumple con lo establecido en el convenio SOLAS. Va estibado bajo la cubierta principal en un local acondicionado para ello en la zona de popa de forma que puede ser lanzado de una manera rápida y segura. Por ello, se ha adaptado la popa del buque mediante una compuerta abatible, facilitando la maniobra de arriado e izado del mismo.
Para la recogida de náufragos, estas embarcaciones están dotadas de una red estibada en un tambor hidráulico en una banda del barco. Asimismo, tanto a babor como a estribor, se han dispuesto unas zonas de rescate al nivel del mar, lo que facilita la recogida de las personas desde la mar.
En cuanto a la atención de náufragos, la embarcación dispone de una sala especialmente diseñada en la cubierta principal con fácil acceso para camillas y con capacidad para treinta personas. Este local está climatizado, y tiene acceso directo a una enfermería para el cuidado de heridos con camilla, botiquín incluido, y con un aseo completo exclusivamente para rescatados.

### Puente de mando
Las embarcaciones de la Clase Guardamar tienen un puente de mando donde se albergan todos los medios de navegación, comunicación y control del buque. Desde el puente se tiene acceso a todos los sistemas del buque. En la parte de proa lleva una consola donde van dispuestos los equipos de navegación, control de propulsión, sistema distribuido de máquinas, circuito cerrado de televisión (CCTV) y cámara FLIR. En la parte alta va una consola con todos los equipos de comunicaciones. Incorpora tres sillones para la tripulación a proa y uno a popa. En la popa del puente hay una consola con control a los equipos de navegación y comunicaciones, control de propulsión y maquinilla de remolque. Por otra parte, en las embarcaciones de la Clase Guardamar se ha construido un puente alto exterior para acceder al control de propulsión, gobierno, navegación y comunicaciones.

## Unidades en servicio

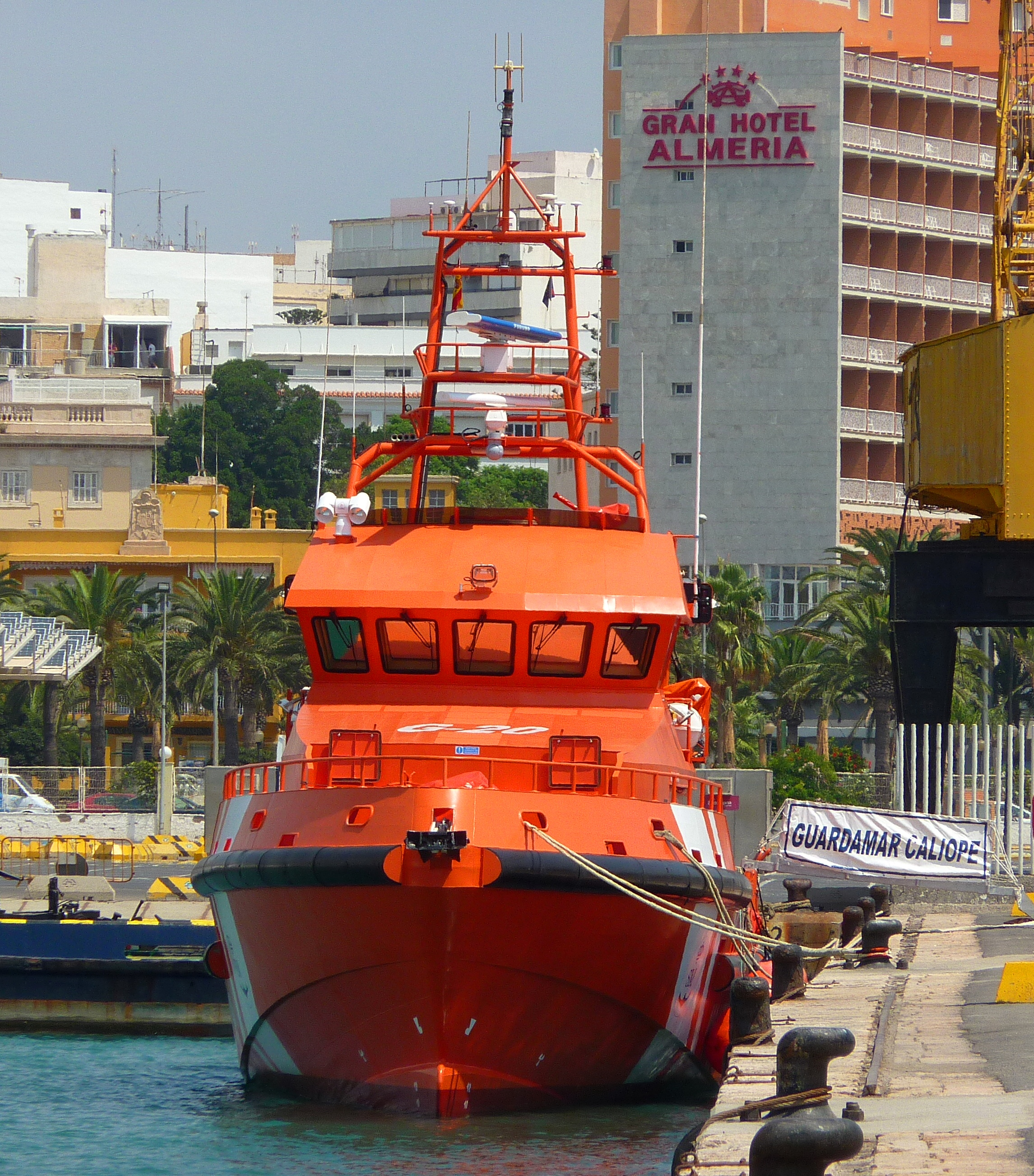
Vista por la proa de la Guardamar Calíope

En el siguiente listado se pueden ver las embarcaciones de la Clase Guardamar pertenecientes a la Sociedad de Salvamento y Seguridad Marítima.
| Código | Nombre                                                | Fecha de botadura | Indicativo | Núm. MMSI | Núm. IMO | Base                   |
| ------ | ----------------------------------------------------- | ----------------- | ---------- | --------- | -------- | ---------------------- |
| G-40   | Guardamar Calíope                                     | 2008              | ECOM       | 225391000 | 9541643  | Almería                |
| G-10   | Guardamar Concepción Arenal (ex Guardamar Terpsícore) | 2009              | ECON       | 224568000 | 9541655  | La Coruña              |
| G-20   | Guardamar Talía                                       | 2009              | ECOO       | 224184000 | 9541667  | Santa Cruz de Tenerife |
| G-30   | Guardamar Polimnia                                    | 2009              | ECOP       | 224179000 | 9541679  | Valencia               |
|        | Guardamar Urania                                      | 2023              | EANX       | 225996952 | 9967770  | Itinerante             |

Y a continuación las unidades, de momento, perteneciente al Servicio Marítimo de la Guardia Civil (SEMAR):
| Numeral | Nombre       | Año de entrada en servicio | Año de baja | Base                  | Observaciones                  |
| ------- | ------------ | -------------------------- | ----------- | --------------------- | ------------------------------ |
| A-21    | Río Arlanza  | 2019                       | En servicio | Algeciras             | 35 m de eslora y motor híbrido |
| A-22    | Río Sil      | 2022                       | En servicio | Algeciras             | Inspección pesquera del MAPA   |
| A-23    | Río Guadiato | 2022                       | En servicio | Sta. Cruz de Tenerife | Inspección pesquera del MAPA   |
| A-24    | Río Riaza    | 2023                       | En servicio | Valencia              | Inspección pesquera del MAPA   |
| A-25    | Río Luna     | 2023                       | En servicio | Marín (Pontevedra)    | Inspección pesquera del MAPA   |

### Secuencias de designación
Embarcaciones de intervención rápida
- España/Noruega Clase Salvamar
- España/Francia Clase Guardamar

Buques de salvamento
- España Clase Luz de Mar
- España/Noruega Clase Don Inda
- España Clase María de Maeztu